# L'amore a domicilio
L'amore a domicilio è un film del 2019 diretto da Emiliano Corapi.

## Trama
Renato, giovane assicuratore, viene abbordato per strada da un bella ragazza di nome Anna. Senza capire nemmeno come, si ritrova nel letto della stessa, scoprendo poco dopo che la ragazza è agli arresti domiciliari per rapina a mano armata. È ospite in casa della madre, con la quale ha un pessimo rapporto, ed esce rarissimamente potendo usufruire di permessi per effettuare degli esami all'università, dove si è iscritta, appunto, solo per crearsi un diversivo.
La vita di Renato risulterà stravolta dall'incontro con Anna, della quale si accorge di essersi innamorato perdutamente. Lascia la ragazza con la quale aveva progettato di sposarsi e trascura anche il lavoro, tutto per dedicarsi alla persona che, inevitabilmente lo trascinerà a fare esperienze impensabili.
Renato, si trova infatti coinvolto addirittura in una rapina, e poi darà tutti i suoi risparmi per salvare la casa della mamma di Anna, che altrimenti sarebbe costretta al carcere.
Lei trova così la forza di impegnarsi veramente nell'esame universitario che sta di nuovo preparando. E sempre con l'aiuto di Renato lo affronta e lo supera con fatica ma altrettanta soddisfazione.
Rimessa in libertà in anticipo, anche grazie ai buoni risultati accademici, Renato teme di perderla, ma deve ricredersi perché Anna, anche grazie a lui, sembra davvero una persona nuova e soprattutto decisa a contraccambiarlo.

## Distribuzione
Presentato in anteprima il 30 aprile 2019 al Bari International Film Festival e il 17 novembre 2019 al Fort Lauderdale International Film Festival con il titolo Love Under House Arrest, è stato distribuito in streaming in Italia a partire dal 10 giugno 2020 su Prime Video.

## Riconoscimenti
- 2021 – Nastro d'argento[5]

Migliore attrice in un film commedia a Miriam Leone